# Cầu Cốc Lếu
Cầu Cốc Lếu là một cây cầu bắc qua sông Hồng tại thành phố Lào Cai, tỉnh Lào Cai, Việt Nam.

## Vị trí
Cầu nằm ở trung tâm thành phố Lào Cai, kết nối đường Hoàng Liên (Quốc lộ 4D) thuộc địa bàn phường Cốc Lếu với đường Nguyễn Huệ thuộc địa bàn phường Lào Cai.

## Lịch sử

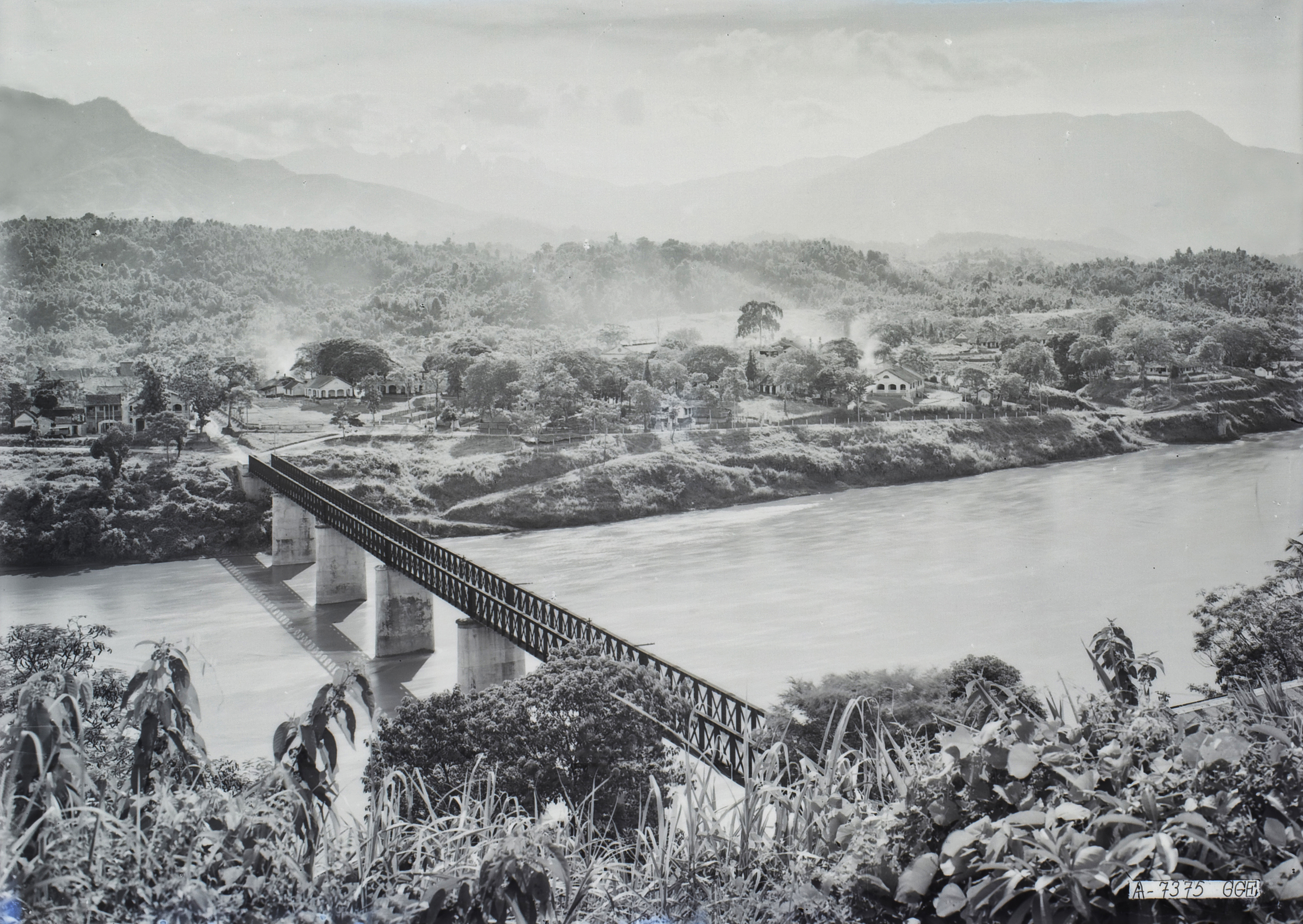
Cầu Cốc Lếu vào những năm 1920

Cầu Cốc Lếu được thực dân Pháp xây dựng lần đầu tiên vào năm 1907, sau khi hoàn thành xây dựng cầu Hồ Kiều bắc qua sông biên giới Nậm Thi. Mặt cầu bằng gỗ, chỉ dành cho các xe ô tô loại nhỏ, xe thô sơ và người đi bộ. Sau đó, chính người Pháp đã phá sập cây cầu đầu tiên này trước khi rút khỏi Lào Cai trong Chiến tranh Đông Dương.
Cuối thập niên 1950, với sự giúp đỡ của Liên Xô, Việt Nam đã xây dựng lại cầu Cốc Lếu ở vị trí cũ. Cây cầu này có mặt đường bê tông cho phép xe tải nhẹ đi qua. Tuy nhiên, trong chiến tranh biên giới năm 1979, cầu lại bị phá sập. Một thời gian dài sau đó, giao thông hai bờ sông Hồng tại thị xã Lào Cai phải phụ thuộc vào những chuyến phà.
Đến năm 1992, sau khi tái lập tỉnh Lào Cai, cây cầu thứ ba mới được xây dựng. Cầu được hoàn thành vào năm 1994, có thiết kế như cây cầu Cốc Lếu thứ hai, dài 230 m, gồm 6 nhịp. Mặt cầu phần dành cho xe cơ giới rộng 5,6 m, đáp ứng hai làn xe lưu thông; phần dành cho xe thô sơ và người đi bộ gồm hai làn ở hai bên, mỗi làn rộng 1 m.

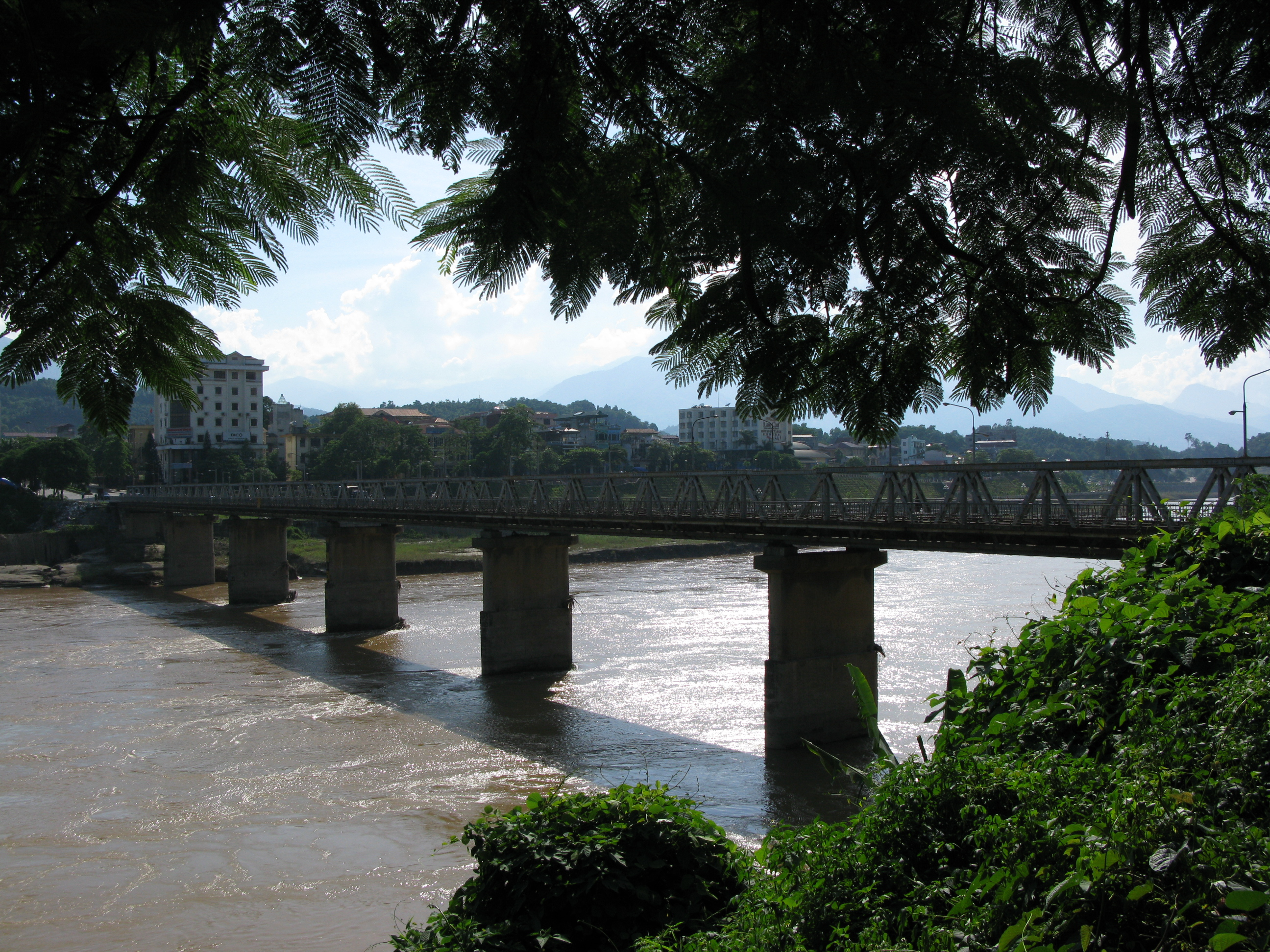
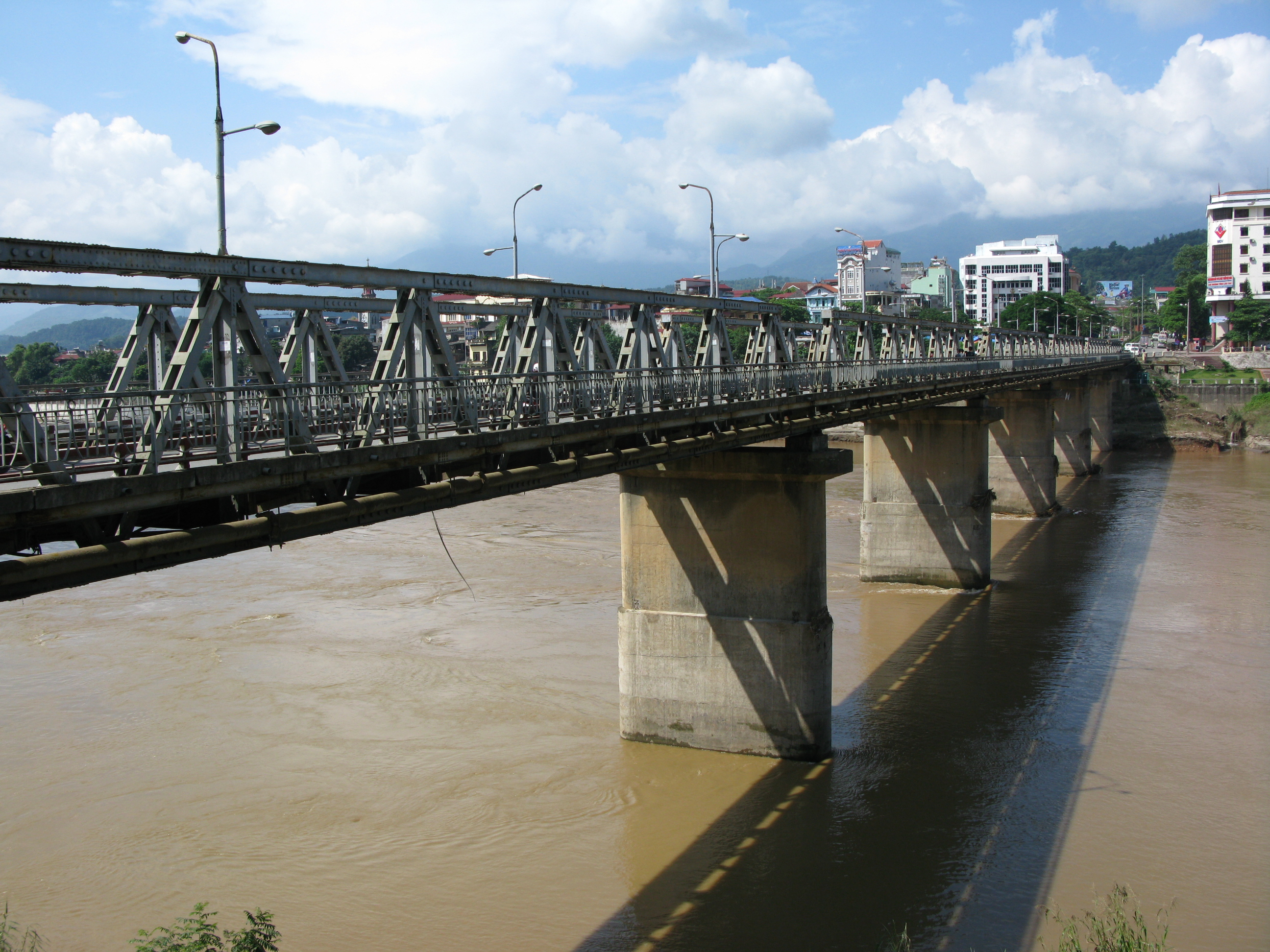
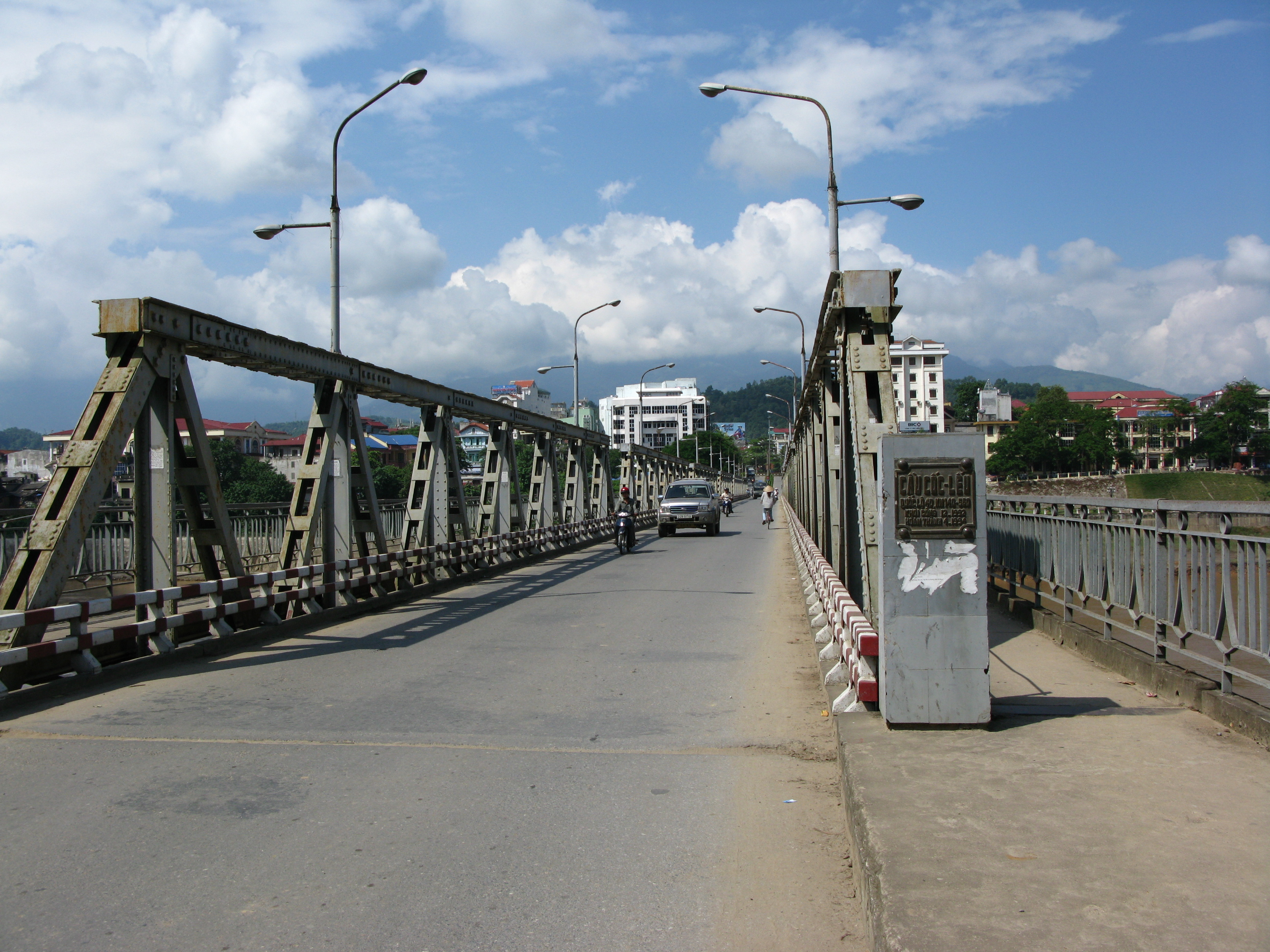

Năm 2009, cầu Cốc Lếu lại được khởi công xây mới. Theo đó, để lấy vị trí xây dựng cầu mới, đơn vị thi công đã dịch chuyển mặt cầu cũ về phía hạ lưu để sử dụng làm cầu tạm. Cầu Cốc Lếu mới có thiết kế vĩnh cửu bằng bê tông cốt thép dự ứng lực, gồm 2 mố, 4 trụ, dài 250 m, rộng 16 m, đáp ứng bốn làn xe lưu thông. Công trình có tổng mức đầu tư trên 110 tỷ đồng, được thông xe kỹ thuật vào ngày 19 tháng 1 năm 2012.